# Кетопрофен
Кетопрофен (3-бензоил-альфа-метилбензилуксусная кислота) — нестероидный противовоспалительный препарат из группы производных пропионовой кислоты. Эмпирическая формула — C16H14O3, молекулярная масса 254,29 г/моль.
Относится к группе неселективных ингибиторов ЦОГ-1 и ЦОГ-2 (стандартные или традиционные нестероидные противовоспалительные средства). Обладает выраженным анальгезирующим, умеренным противовоспалительным и жаропонижающим действием.
Кетопрофен входит в Перечень жизненно необходимых и важнейших лекарственных средств.

## Применение в лечебной практике
Кетопрофен обычно назначают при воспалительных болях, связанных с артритом, или сильных зубных болях, которые приводят к воспалению десен.
Для лечения мышечно-скелетной боли используются местные пластыри кетопрофена.
Кетопрофен также может быть использован для лечения при нервных болях, таких как ишиас, постгерпетическая невралгия и связанная боль, при радикулопатии, в виде крема, мази, жидкости, аэрозоля или геля, который также может содержать кетамин и лидокаин, наряду с другими агентами, которые могут быть полезными, такими как циклобензаприн, амитриптилин, ацикловир, габапентин или фенадрин и другие препараты, используемые в качестве НПВС или адъюванта, атипичные или потенцирующие средства для лечения боли.

### Эффективность
В систематическом обзоре указано, что «эффективность перорального введения кетопрофена для облегчения умеренной тяжелой боли и улучшения функционального состояния и общего состояния была значительно лучше, чем у ибупрофена и / или диклофенака». В систематическом обзоре, исследующем однократную дозу кетопрофена во время острой, умеренной и тяжелой послеоперационной боли, пришли к выводу, что его эффективность эквивалентна лекарственным средствам, таким как ибупрофен и диклофенак.
Имеются данные о применении кетопрофена при остеоартрите, но не при других хронических скелетно-мышечных болях.

### Лечение посткесаревой боли
Было обнаружено, что высокая и низкая доза габапентина и высокая доза кетопрофена более эффективны, чем плацебо, в связи с необходимостью дополнительного облегчения боли. С другой стороны, низкая доза кетопрофена, а также высокая и низкая доза трамадола не отличались от плацебо, что влекло за собой необходимость дополнительного облегчения боли.
Ключевые результаты
Большинство обзоров оценивало эффекты местного болеутоляющего средства с помощью местного плацебо. Местное плацебо — это то же самое, что и активный материал, за исключением того, что в нем нет болеутоляющего средства. Использование плацебо отменяет эффекты, которые могут иметь трение для некоторых из этих местных анальгетиков.

### Применение для нанесения на кожу
При растяжениях некоторые актуальные обезболивающие средства НПВС, наносимые на кожу, помогают уменьшить боль, по крайней мере наполовину, примерно на неделю. Это диклофенак эмульгель, кетопрофен гель, гель пироксикам, пластырь диклофенака Флектор и другие пластыри диклофенака.
Для остеоартрита рук и коленного сустава средства для местного применения диклофенак и кетопрофен, наносимые на кожу, помогают уменьшить боль, по крайней мере наполовину, по крайней мере на 6-12 недель примерно у 1 из 5  — 10 человек. Для постгерпетической невралгии одно применение местного высококонцентрированного капсаицина может уменьшить боль по крайней мере наполовину примерно у 1 из 12 человек в течение 8-12 недель.

## Взаимодействия
Кетопрофен нельзя использовать в комбинации с другими НПВП или кортикостероидами, так как это увеличивает риск развития язв желудочно-кишечного тракта (ЖКТ). Его также следует использовать с осторожностью с другими антикоагулянтами. Он широко используется с омепразолом, сукральфатом и циметидином, чтобы помочь защитить желудочно-кишечный тракт.

## Свойства
Представляет собой рацемическую смесь двух энантиомеров 2-(3-бензоилфенил) пропановой кислоты.
Физические свойства: белый или почти белый мелкозернистый или гранулированный порошок, без запаха, практически нерастворим в воде, легко растворим в органических растворителях.
В готовых лекарственных формах также может применяться в виде лизиновой соли кетопрофена (D,L-лизин,2-(3-бензоилфенил)пропионат). Лизиновая соль обладает одинаково выраженным противовоспалительным, анальгетическим и жаропонижающим действием. Солевое превращение кетопрофена в аминокислоту лизин обеспечивает более высокую растворимость, что способствует быстрому и полному всасыванию препарата с высокой пиковой концентрацией в плазме, достигаемой через 15 мин. Кетопрофен лизиновая соль обладает более благоприятным фармакокинетическим профилем и повышенной безопасностью, имеет нейтральное pH и меньшее раздражающее действие на слизистую желудка, реже вызывает побочные эффекты со стороны ЖКТ.

## Фармакология

### Фармакодинамика
Как и у большинства других нестероидных противовоспалительных препаратов (НПВП), фармакологическое действие кетопрофена связано с подавлением активности фермента циклооксигеназы ЦОГ-1 и ЦОГ-2, регулирующих синтез простагландинов (Pg). Кетопрофен показывает выраженную селективность в отношении ЦОГ-1. Высокое сродство к ЦОГ-1 ассоциируется с повышенным риском развития желудочно-кишечных побочных эффектов, к ЦОГ-2 — с более низким риском желудочно-кишечных эффектов, но более высоким риском развития сердечно-сосудистых осложнений. Кетопрофен не оказывает катаболического влияния на суставной хрящ. Противовоспалительный эффект, как и у большинства НПВП, наступает к концу первой недели приема.

### Фармакокинетика
Кетопрофен быстро абсорбируется, его биодоступность — более 90 %. Связь с белками плазмы — 99 %. Время достижения максимальной концентрации (TCmax): 1−2 ч после приема внутрь, 1−4 ч. при ректальном введении, 15−30 мин. — при парентеральном введении. 
При местном применении в виде геля/крема действие начинается через 30 минут и до 12 часов. При приеме лекарственных форм пролонгированного действия (ретард) минимальная эффективная концентрация определяется через 45−60 мин.
Стационарная концентрация вещества в плазме крови (Css) достигается через 24 ч. после начала регулярного приема. Терапевтическая концентрация в синовиальной жидкости сохраняется 6−8 ч.
Кетопрофен практически полностью метаболизируется в печени путём глюкуронирования, имеет эффект «первого прохождения» через печень. Выводится главным образом почками и кишечником (1 %), не кумулирует. Период полувыведения (T1/2): 1,6−1,9 ч. для обычных таблеток и 5,4 ч. — для лекарственных форм пролонгированного действия.
Лизиновая соль кетопрофена: T Cmax после приема внутрь в виде гранул — 15 мин., при парентеральном введении — 20−30 мин., при ректальном — 45−60 мин. Эффективная концентрация достигается через 20−30 мин. и сохраняется 24 часа. Терапевтическая концентрация в синовиальной жидкости сохраняется 18−20 ч. Метаболизируется микросомальными ферментами печени. Выводится почками (60−80 % в виде глюкуронида) в течение 24 часов.
Кетопрофен обладает высокой способностью растворяться в жирах, благодаря чему может быстро проникать через гематоэнцефалический барьер, вероятно селективно блокировать NMDA-рецепторы, контролировать уровень нейротрансмиттеров, уменьшать выработку субстанции P.
Производные кислот (например, диклофенак, ибупрофен, кетопрофен), в высокой степени связывающиеся с белками плазмы, селективно накапливаются в очагах воспаления, где их концентрации сохраняются в течение длительного времени, в то время как некислотные производные (например, парацетамол, целекоксиб) достаточно равномерно распределяются по всему организму.
Производные кислот с высоким уровнем связывания с белками плазмы могут сохраняться в тканях сустава и синовиальной жидкости в течение более длительного времени, чем в плазме.     
Производные с коротким периодом полувыведения из плазмы (диклофенак, ибупрофен, кетопрофен и др.) при применении в  лекарственной форме с немедленным высвобождением действующего вещества имеют преимущества перед препаратами с длительным периодом полувыведения и ретардными лекарственными формами с точки зрения переносимости, так как их быстрое исчезновение из плазмы и органов, не являющихся мишенью терапевтического действия, приводит к восстановлению активности ЦОГ в этих органах (например, восстановлению синтеза вазопротективных простагландинов в эндотелии), при сохранении ингибирующего действия на ЦОГ-2 в очаге воспаления и, как следствие, терапевтического эффекта.

## Показания
- Острые и хронические воспалительные заболевания опорно-двигательного аппарата: ревматоидный артрит, псориатический артрит, анкилозирующий артрит, остеартроз, радикулит, остеохондроз с корешковым синдромом, суставной синдром при обострении подагры, воспалительное поражение связок и сухожилий, бурсит, ишиас, люмбаго.
- Мышечные боли ревматического и неревматического происхождения.
- Посттравматические воспаления опорно-двигательного аппарата и мягких тканей[20].

## Сравнительная эффективность
По своему анальгетическому эффекту является одним из наиболее эффективных среди НПВП, показывая при этом хорошую переносимость. Высокий анальгетический потенциал обусловлен, во-первых, общим для НПВП механизмом действия, который связан с уменьшением образования медиаторов воспаления, во-вторых, с характерными именно для кетопрофена эффектами. Кетопрофен имеет высокую способность растворяться в жирах, быстро проникать через гематоэнцефалический барьер, вероятно, селективно блокировать глутамаргические рецепторы, контролировать уровень нейротрансмиттеров, а также уменьшать выработку субстанции P[уточнить].
Контролируемые клинические исследования у больных ревматоидным артритом и остеоартрозом показали, что кетопрофен не уступает по эффективности индометацину, диклофенаку и напроксену, превосходя ибупрофен и пироксикам. 25 мг кетопрофена по анальгезирующему действию примерно эквиваленты 400 мг ибупрофена и 650 мг ацетилсалициловой кислоты. В дозе 50−100 мг кетопрофен оказывает более сильный анальгезирующий эффект, чем комбинации парацетамола с кодеином или аспирина с кодеином.
По сравнению с ибупрофеном кетопрофен лучше купирует боль и воспалительные процессы у больных с ревматологической патологией. Исследования показали, что положительный эффект раньше наступает и дольше длится.  Результаты сравнения кетопрофена с пироксикамом и напроксеном показывают либо более высокую эффективность кетопрофена либо одинаковую эффективность. Результаты сравнения с диклофенаком демонстрируют более раннее наступление анальгетического эффекта у кетопрофена.

## Лекарственные формы для местного применения
При острых закрытых травмах мягких тканей кетопрофен может использоваться наружно в виде какой-либо местной формы (гель, крем и т. п.). Местные лекарственные формы нестероидных противовоспалительных препаратов обладают преимуществом в виде прямой доставки действующего вещества к локально поражённым тканям, без образования высоких концентраций препарата в плазме, что предполагает снижение частоты системных нежелательных эффектов (главным образом, язв желудка и желудочно-кишечных кровотечений).
Кетопрофен, как представитель группы НПВП, обладает подробно изученным профилем эффективности и безопасности. Согласно результатам Кохрейновского обзора оценки действия местных форм НПВП при острой мышечно-скелетной боли (14 РКИ, 3489 участников), местные лекарственные формы кетопрофена (7 РКИ, 700 участников) показали выраженный анальгезирующий эффект NNT 2,5 (от 2,0 до 3,4) в сравнении с другими НПВП.
Данные рандомизированного плацебо-контролируемого исследования изучения эффектов действия местной формы кетопрофена в лечении острого растяжения лодыжки показали, что начало наступления обезболивающего эффекта местных форм кетопрофена при наружном применении наступает через 15-30 мин после нанесения на кожу.

## Ветеринария
Кетопрофен — это общий НПВС, жаропонижающий и обезболивающий, используемый у лошадей и других копытных. Он чаще всего используется для мышечно-скелетной боли, суставных проблем и травм мягких тканей, а также ламинита. Он также используется для борьбы с лихорадкой и предотвращения эндотоксемии. Он также используется в качестве мягкого болеутоляющего средства у мелких животных, как правило, после хирургических процедур.
Лошадям даётся доза 2,2 мг/кг в день. Исследования показали, что он не ингибирует 5-липоксигеназу и лейкотриен В4, как первоначально утверждалось. Поэтому он не считается выше фенилбутазона, как считалось ранее, хотя клинические признаки хромоты снижаются с его использованием. Фактически, фенилбутазон был показан выше кетопрофена в случаях экспериментально индуцированного синовита, когда оба препарата использовались в меченых дозах.

### Контроль при применении
При внутривенном введении кетопрофен рекомендуется в течение максимум пяти дней использования. Его обезболивающие и жаропонижающие эффекты начинают возникать через 1-2 часа после введения. Наиболее распространенная доза составляет 1 мг/фунт, один раз в день, хотя эта доза может быть снижена для пони, которые наиболее восприимчивы к побочным эффектам НПВС. Он также доступен в виде капсульной лекарственной формы и таблетки.

### Экологические проблемы
Эксперименты обнаружили, что кетопрофен, как диклофенак, является ветеринарным препаратом, вызывающим летальные эффекты у индийских ушастых грифов. Стервятники, питающиеся тушами недавно обработанного домашнего скота, страдают от острой почечной недостаточности в течение нескольких дней после поедания трупов.